# Phanocloidea freygessneri
Phanocloidea freygessneri är en insektsart som först beskrevs av Ludwig Redtenbacher 1908.  Phanocloidea freygessneri ingår i släktet Phanocloidea och familjen Diapheromeridae. Inga underarter finns listade i Catalogue of Life.